# Punta Morant
Punta Morant (en inglés: Morant Point originalmente Cabo Morante o Cape Morante) es un cabo que está ubicado en la Parroquia de Santo Tomás (Parish of St. Thomas) y que constituye el punto más oriental del territorio continental de la isla caribeña de Jamaica y el sitio donde se ubica el Faro de Punta Morant.
Es llamado Cabo Morante en varios mapas antiguos, incluyendo uno que data de 1572. Es llamado con el nombre de Morant Point (Punta Morant), al menos desde 1671.